# Centre Obert de Ponent
El Centre Obert de Ponent és una presó de la Generalitat de Catalunya situada al municipi de Lleida.